# Баша, Миген
Миген Баша (алб. Migjen Basha; род. 5 января 1987[…], Лозанна) — швейцарский и албанский футболист, полузащитник.

## Клубная карьера
Свою профессиональную карьеру футболиста Миген Баша начинал в швейцарском клубе «Лозанна», выступавшем в сезоне 2005/06 в Челлендж-лиге. В ней он дебютировал 16 июля 2005 года, в домашнем поединке против «Винтертура», выйдя на замену на 60-й минуте. Спустя 2 недели он, также выйдя на замену в середине второго тайма, забил свой первый гол в Челлендж-лиге, увеличив на 88-й минуте преимущество своей команды в домашней игре против «Люцерна».
В начале 2006 года Баша перешёл в команду итальянской Серии C1 «Луккезе», а в июле 2007 года — в «Виареджо», выступавший в Серии C2. Наконец в начале 2008 года он стал игроком клуба Серии B «Римини». Во второй по значимости лиге в Италии Баша впервые отличился забитым мячом в первом туре сезона 2008/09, сравняв счёт в гостевом поединке против «Пармы». Последующие 3 сезона албанец провёл также в Серии B, в чемпионате 2009/10 выступая за «Фрозиноне», в чемпионате 2010/11 — за «Аталанту», а в сезоне 2011/12 — на правах аренды за «Торино». Вместе с последней командой Баша завоевал место в Серии А, клуб же приобрёл на него право летом 2012 года.
26 августа 2012 года Баша дебютировал в главной итальянской лиге, заменив на 76-й минуте гостевого поединка против «Сиены» полузащитника Джузеппе Вивеса. Спустя 2 месяца он забил свой первый гол в итальянской Серии А, отметившись голом престижа на 2-й добавленной минуте домашнего матча против «Пармы».

## Карьера в сборной
22 марта 2013 года Миген Баша дебютировал за сборную Албании в домашнем матче против сборной Норвегии, выйдя в стартовом составе. Игра проходила в рамках отборочного турнира Чемпионата мира 2014 года. А уже в следующем своём матче за сборную, в домашнем товарищеском поединке против сборной Литвы, Баша забил свой первый гол за национальную команду.

## Статистика выступлений

### В сборной
| Матчи и голы Мигьена Баши за сборную Албании | Матчи и голы Мигьена Баши за сборную Албании | Матчи и голы Мигьена Баши за сборную Албании | Матчи и голы Мигьена Баши за сборную Албании | Матчи и голы Мигьена Баши за сборную Албании | Матчи и голы Мигьена Баши за сборную Албании | Матчи и голы Мигьена Баши за сборную Албании |
| №                                            | Дата                                         | Место проведения                             | Соперник                                     | Счёт                                         | Голы                                         | Соревнование                                 |
| -------------------------------------------- | -------------------------------------------- | -------------------------------------------- | -------------------------------------------- | -------------------------------------------- | -------------------------------------------- | -------------------------------------------- |
| 1                                            | 22 марта 2013                                | Уллевол, Осло                                | Норвегия                                     | 1:0                                          | —                                            | Квалификация ЧМ 2014                         |
| 2                                            | 26 марта 2013                                | Кемаль Стафа, Тирана                         | Литва                                        | 4:1                                          | 1                                            | Товарищеский матч                            |
| 3                                            | 7 июня 2013                                  | Кемаль Стафа, Тирана                         | Норвегия                                     | 1:1                                          | —                                            | Квалификация ЧМ 2014                         |
| 4                                            | 14 августа 2013                              | Кемаль Стафа, Тирана                         | Армения                                      | 2:0                                          | —                                            | Товарищеский матч                            |
| 5                                            | 6 сентября 2013                              | Стожице, Любляна                             | Словения                                     | 0:1                                          | —                                            | Квалификация ЧМ 2014                         |
| 6                                            | 10 сентября 2013                             | Лаугардалсвёллур, Рейкьявик                  | Исландия                                     | 1:2                                          | —                                            | Квалификация ЧМ 2014                         |
| 7                                            | 15 ноября 2013                               | Стадион Университета Акдениз, Анталья        | Беларусь                                     | 0:0                                          | —                                            | Товарищеский матч                            |
| 8                                            | 5 марта 2014                                 | Стадион Нико Дована, Дуррес                  | Мальта                                       | 2:0                                          | 1                                            | Товарищеский матч                            |
| 9                                            | 13 июня 2015                                 | Эльбасан Арена, Эльбасан                     | Франция                                      | 1:0                                          | —                                            | Товарищеский матч                            |
| 10                                           | 4 сентября 2015                              | Паркен, Копенгаген                           | Дания                                        | 0:0                                          | —                                            | Квалификация ЧЕ 2016                         |
| 11                                           | 7 сентября 2015                              | Эльбасан Арена, Эльбасан                     | Португалия                                   | 0:1                                          | —                                            | Квалификация ЧЕ 2016                         |
| 12                                           | 8 октября 2015                               | Эльбасан Арена, Эльбасан                     | Сербия                                       | 0:2                                          | —                                            | Квалификация ЧЕ 2016                         |
| 13                                           | 11 октября 2015                              | Республиканский стадион, Ереван              | Армения                                      | 3:0                                          | —                                            | Квалификация ЧЕ 2016                         |
| 14                                           | 13 ноября 2015                               | Городской стадион, Приштина                  | Косово                                       | 2:2                                          | —                                            | Товарищеский матч                            |
| 15                                           | 16 ноября 2015                               | Кемаль Стафа, Тирана                         | Грузия                                       | 2:2                                          | 1                                            | Товарищеский матч                            |
| 16                                           | 26 марта 2016                                | Эрнст Хаппель, Вена                          | Австрия                                      | 1:2                                          | —                                            | Товарищеский матч                            |
| 17                                           | 29 марта 2016                                | Жози Бартель, Люксембург                     | Люксембург                                   | 2:0                                          | —                                            | Товарищеский матч                            |
| 18                                           | 29 мая 2016                                  | Профертил Арена, Хартберг                    | Катар                                        | 3:1                                          | —                                            | Товарищеский матч                            |
| 19                                           | 3 июня 2016                                  | Атлети Адзурри д’Италия, Бергамо             | Украина                                      | 1:3                                          | —                                            | Товарищеский матч                            |

Итого: 19 матчей / 3 гола; eu-football.info Архивная копия от 3 сентября 2017 на Wayback Machine.